# Marica Campo
María Pilar Campo Domínguez (Val do Mao), Incio, Lugo, 24 de febrero de 1948) conocida como Marica Campo, es una escritora en lengua gallega.

## Biografía
Pasó sus primeros años en Incio y cuando tenía ocho la familia se trasladó a Lugo donde fue a la escuela.Con quince años decidió ingresar en un convento de monjas para ser misionera y allí estuvo durante cinco años. Realizó la carrera de Teología en la Universidad Pontificia de Salamanca. Posteriormente obtuvo el título de maestra y empezó estudios de filosofía y letras. Ejerció de maestra en varios pueblos de la provincia de Lugo, además de en Canarias. Se jubiló en 2008 en Guitiriz.
Lectora voraz desde la infancia y escritora precoz, durante años Marica publicó una obra teatral, algunos poemas en revistas, además de alguna de las letras para el grupo musical gallego Fuxan os ventos. Después de la insistencia de sus amistades, se decidió en el año 1992 a publicar su primer libro, un recopilatorio de poemas llamado Tras as portas do rostro.
Fue nombrada Chairega de Honra por la Asociación Cultural Xermolos y la Fundación Manuel María de la Terra Chá en noviembre de 2007.
En 2013 el ayuntamiento de Lugo le entregó el premio Entre mulleres.Ese mismo año fue homenajeada en Incio por la Asociación de Escritoras y Escritores en Lengua Gallega otorgándole la letra "E" y la inauguración de un monolito.
La plataforma literaria A Sega, la eligió como protagonista de la quinta edición del Día das Galegas nas Letras, en 2018.
Prologó varios librosy fue pregonera en diversos eventos culturales y festivos como en las fiestas de San Froilán de Lugo, en 2017, para las que elaboró un pregón en verso.
La biblioteca del colegio Ricardo Gasset de su municipio natal Incio, lleva el nombre de Marica Campo.
Mantuvo una columna semanal de opinión en varios periódicos como el Diario de Pontevedra y El Progreso, llamada "A tecelá en outono".
Recibió el premio de la Cultura Gallega 2022 en la categoría de letras por su compromiso con la lengua y la cultura gallegas, con el feminismo y el ecologismo.

## Obra literaria

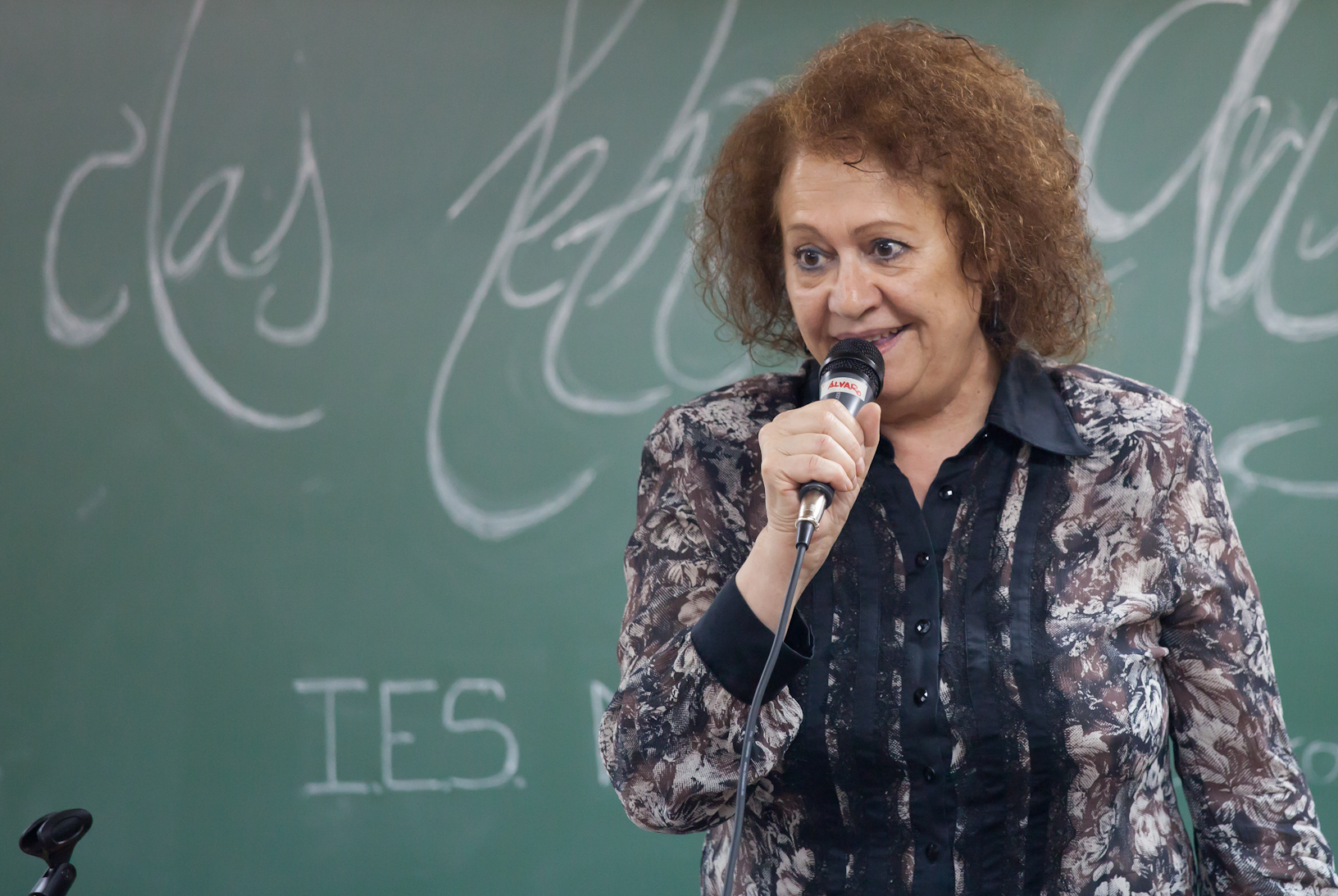
Marica Campo.

- O Premexentes non pode cos paxaros rebezos  (1987). Obra de teatro que es la alegoría  de una dictadura.
- Tras as portas do rostro (1992). Antología poética con textos de diversas épocas.
- Confusión e morte de María Balteira (1996). Conjunto de relatos que recrean el mundo mágico de las leyendas gallegas, resaltando el universo femenino.
- Pedinche a luz prestada  (2001). Libro de 33 poemas que mereció el I Premio Fiz Vergara Vilariño.
- Memoria para Xoana (2002). Novela corta o relato largo en que una violista habla con la hija que aún no nació para contarle el pasado familiar y contarle el futuro que sueña para ella.
- Confusión de María Balteira (2006). Texto teatral basado en dos de los relatos de Confusión e morte de María Balteira.
- Abracadabras (2007). Libro de poesía para niños.
- Sextinario: Treinta e seis + tres (2007). Conjunto de treinta y nueve sextinas. Es una novedad en la literatura gallega.
- O Divino Sainete  (2008). Adaptación teatral de la obra homónima de Manuel Curros Enríquez.